# Zorilispe acutipennis
Zorilispe acutipennis är en skalbaggsart som beskrevs av Francis Polkinghorne Pascoe 1865. Zorilispe acutipennis ingår i släktet Zorilispe och familjen långhorningar.
Artens utbredningsområde är Sulawesi. Inga underarter finns listade i Catalogue of Life.